# 미쿠모정
미쿠모정(三雲町)은 미에현 이치시군에 설치되었던 정이다.